# Catilinàries
Les Catilinàries (en llatí: Orationes in Catilinam) són quatre discursos de l'escriptor i polític romà Ciceró, que pronuncià a finals del 63 aC amb motiu de la conjuració de Catilina, un cop d'estat que volia derrocar el govern legal i adquirir el poder de la república amb el suport de les classes baixes, esclaus i descontents. Ciceró, en aquell moment cònsol de Roma, màxima autoritat del govern romà, aconseguí descobrir el complot just a temps per tal d'exposar totes les intrigues de Catilina i del seus còmplices. Els discursos van permetre que l'estat romà respongués i derrotés el perill públic.

| «                                                  | Quo usque tandem abutere, Catilina, patientia nostra? quam diu etiam furor iste tuus nos eludet? quem ad finem sese effrenata iactabit audacia? | » |
| — Marc Tul·li Ciceró, In L. Catilinam Oratio Prima | |   |

## Context
| «                                                         | O tempora! O mores! | » |
| — Marc Tul·li Ciceró, In L. Catilinam Oratio Prima, I, 2. |                     |   |

La conjuració de Catilina s'emmarca en un temps en què la república romana arrossegava una greu crisi econòmica i social que tingué el seu origen en el segle ii aC. La crisi econòmica s'inicià en un moment en què el sistema romà no podia controlar burocràticament els vastos territoris conquerits. Com a resultat, provocà un empobriment continu de les classes baixes. Aquesta crisi econòmica s'intentà solucionar amb propostes d'alguns polítics reformadors (els més destacats foren els germans Grac) que acabaren en total fracàs. El senat es negava rotundament a fer qualsevol canvi, ja que temien la pèrdua dels seus privilegis.
La tensió social que es manifestà posteriorment fou el progressiu distanciament entre el poble i el senat. Les mesures severes del senat pretenien reprimir qualsevol idea reformadora van donar lloc a l'escissió de les classes socials que afectaren el mateix senat amb la divisió en dos partits ben diferents: per una banda, els demòcrates o populars, que cercaven els suports de les classes baixes i mitjanes (els cavallers); D'altra banda, hi havia els optimats o conservadors que constituïen la noblesa oligàrquica. La constant fricció entre les forces polítiques va portar finalment a les guerres civils. Paral·lelament, a finals del segle ii aC el senat romà començà a delegar cada cop més les diverses funcions i responsabilitats polítiques en un mateix home.
És així com en l'última dècada del segle ii aC i el primer quart del segle I aC unes poques persones dominaren el panorama polític, entre els quals destacava el general Gai Mari, oncle de Juli Cèsar, que aconseguí set consolats, sis dels quals de manera consecutiva. La reforma que va fer a l'exèrcit també influí en l'escenari polític, atès que permetia els generals romans tenir a la seva disposició les forces militars de la república per satisfer els seus interessos personals. Entremig de les tensions polítiques succeí l'anomenada Guerra social (91-89 aC) un conflicte que enfrontà Roma amb la resta dels aliats itàlics. La posterior victòria dels romans, però, no va suposar la pau completa.
Mari, partidari del bàndol popular, tingué molts conflictes amb Sul·la (del bàndol aristocràtic). La tensió política entre els dos va comportar la Primera Guerra Civil (87-82 aC). Sul·la aconseguí guanyar el conflicte i després d'eliminar els seus enemics (Gai Mari morí l'any 86 aC i Cinna al 82 aC) es declarà dictador perpetu fins que s'aconsegueixi restaurar la república i llurs institucions. Sul·la finalment abdicà al 79 aC i un any més tard morí.
Des de la mort de Sul·la, aparegué un nou general que marcaria la política romana: Pompeu. En els propers anys adquiriria un paper important dintre de la política romana: aconseguí posar fi a la insurrecció de Q. Sertori, partidari de Mari, el qual havia intentat crear un estat independent a Hispània (75 aC); posteriorment, amb Cras, havia esclafat la revolta d'Espàrtac (71 aC). Un any després, Pompeu va aconseguir el consolat. En els propers anys, les campanyes militars el van portar a sotmetre els pirates que obstaculitzaven el comerç marítim (67 aC), a Síria (64-63 aC) i a lluitar contra Mitridates, a qui va vèncer definitivament (62 aC).
Enmig de tots els canvis polítics aparegué Catilina, noble romà de la família Sèrgia, que intentà aconseguir el poder a través d'un cop d'estat l'any 63aC. La conspiració de Catilina esdevé un exemple clar de l'actitud dels polítics romans de l'època, que, influenciats pels conflictes de Mari i Sul·la, desitjaven el poder absolut ja sigui de manera legal (eleccions) o il·legal (cop d'estat).

### Cronologia dels esdeveniments de la conjuració de Catilina[3][4]
- 66 aC > Després d'haver accedit als càrrecs de pretor (68 aC) i governador de la província d'Àfrica (67 aC), Catilina és acusat de malversació de fons durant el seu període com a governador. Com a conseqüència d'aquesta imputació no pot presentar-se a les eleccions al consolat per a l'any següent.

- 65 aC > Catilina surt absolt de la seva acusació de frau però el veredicte no li dona l'oportunitat de presentar-se a les eleccions al consolat per a l'any 64. Tot i així, els cònsols escollits son destituïts per frau electoral i són substituïts pels altres dos candidats. Davant de la seva destitució maquinen un cop d'estat amb l'ajut de grans personalitats polítiques entre ells Catilina i probablement Cèsar i Cras, els quals si haguessin triomfat haurien accedit al poder absolut. Tanmateix, el cop d'estat suposaria la mort dels dos cònsols, punt clau per l'èxit de l'operació. Finalment, els capitosts de la conjuració van considerar molt arriscat i decidiren suspendre'l.
- 64 aC > Catilina finalment es presenta a les eleccions pel 63 aC i junt amb Marc Antoni Híbrida formen els candidats del bàndol dels populars. Cèsar i Cras els donen suport econòmic i polític. Ciceró, per altra banda, representa l'altre partit del senat, els optimats. Els resultats donen a Ciceró com a guanyador de les eleccions juntament amb Antoni.
- 63 aC > Any de la conspiració.
  - Gener > Ciceró pren el càrrec de cònsol i una de les seves primeres decisions és avortar una proposta dels populars sobre la reforma agrària.
  - Juliol > Se celebren les eleccions al consolat per a l'any 62 aC i Catilina surt perdent una altra vegada. Ciceró es presenta els comicis protegit per temor a un assassinat. Antoni es desvincula del bàndol de Catilina com a mostra de suport a Ciceró, ja que aquest cedeix la província de Macedònia al seu company. Catilina decideix fer un cop d'estat.
  - Octubre.
    - El dia 20 Cras dona a Ciceró unes cartes anònimes d'amenaça contra els ciutadans.
    - L'endemà Ciceró comunica al senat que Gai Manli, còmplice de Catilina, s'alçarà en armes el dia 27 a Etrúria, mentre que el 28 tenien planejat una matança dels optimats (partit conservador). El senat atorga poder absolut als cònsols.
    - El 27 la major part dels nobles fugen de Roma; tanmateix, no succeeix res.

  - Novembre.
    - La nit del dia 6 els conjurats es reuneixen amb Catilina a casa de Marc Porci Leca. S'exposa les últimes instruccions, una de les quals és assassinar Ciceró l'endemà al matí. Fúlvia, una amant dels conjurats s'assabenta de tot el pla i ho delata el cònsol.
    - El dia 8 Ciceró reuneix a casa seva un gran nombre de senadors i els explica la situació. A continuació, paren una emboscada als conjurats i impedeixen el crim. Ràpidament Ciceró convoca el senat i pronuncia la primera Catilinària. Catilina fuig de Roma de nit.
    - El dia 9 Ciceró explica el poble els esdeveniments recents i el descobriment de la conjuració de Catilina (Segona Catilinària).
    - El dia 15 Catilina arriba el campament de Gai Manli a Etrúria. Els conjurats que resten encara a Roma decideixen posposar l'atac per tal que Catilina arribi abans a la ciutat. Mobilització dels exèrcits republicans contra Catilina.

  - Desembre.
    - La matinada del dia 3 s'esdevé la detenció de la comitiva dels al·lòbroges en el pont Mulvi. Es descobreix unes cartes comprometedores dels conjurats, que mostren clarament les temptatives d'obtenir el suport dels al·lòbroges per la conjuració. Ciceró convenç els al·lòbroges i els ordena seguir el joc a Catilina. Poc després ordena detenir a tots els conjurats. Al matí de l'endemà, Ciceró explica al poble les decisions que ha pres el senat (Tercera Catilinària).
    - El dia 5 Ciceró reuneix el senat per tal de decidir la condemna dels acusats (Quarta Catilinària). Després d'un debat llarg es decideix la pena de mort, que Ciceró immediatament executa.
- 62 aC
  - gener > encara que no té el suport de Roma, Catilina decideix enfrontar-se en combat a prop de Pistoia, on cau mor. La república guanya la batalla.

## Acusació / Defensa
Aquest discurs forma part dels discursos polítics que Ciceró pronuncià davant del senat de Roma. En un context d'incertesa política i social, els discursos esdevenen una defensa de la ciutat de Roma i dels seus habitants, així com un atac a les pretensions de Catilina. El primer discurs, que va ser l'únic en què Catilina estigué present, Ciceró deixa en evidència les seves accions davant del senat i l'obligà a fugir la ciutat per reunir-se amb l'exèrcit rebel. La resta dels discursos consisteixen en informar les decisions del senat al poble (segona i tercera Catilinària) i el debat sobre el destí dels conspiradors detinguts (quarta Catilinària).

## Estructura[5]
| In L. Catilinam Oratio prima. - 8 de novembre de l'any 63 a. J. C.   | |
| Exordi (§§ 1 - 6)                                                    | Ciceró desvetlla la conjuració de Catilina al senat. |
| Argumentació (§§ 6-28)                                               | (§§ 6-21) Ciceró proposa una solució: cal que Catilina surti de la ciutat |
| Argumentació (§§ 6-28)                                               | (§§ 22-28) Defensa de la postura de Ciceró envers la crisi. |
| Epíleg i Peroració (§§ 29 - 33)                                      | reiteració de la sortida de Catilina i de la resta de conjurats de Roma. Adreçament de Ciceró a Jupiter per la protecció de la pàtria i per castigar els enemics d'aquesta. |
| In L. Catilinam Oratio secunda. - 9 de novembre de l'any 63 a. J. C. | |
| Exordi (§§ 1-2)                                                      | Catilina ha sortit de la ciutat però sense la resta de còmplices. La sortida demostra la seva culpabilitat. |
| Argumentació (§§ 3-26)                                               | (§§ 3-11) Davant de les veus crítiques sobre la decisió de Ciceró en deixar Catilina lliure, el consol els respon que ha sigut una decisió conjunta amb el Senat. Descripció de Catilina i els conjurats. |
| Argumentació (§§ 3-26)                                               | (§§ 12-16) Catilina no es dirigeix a l'exili sinó amb la resta de sublevats. |
| Argumentació (§§ 3-26)                                               | (§§ 17-23) les sis categories de conjurats. |
| Argumentació (§§ 3-26)                                               | (§§ 24-26) Comparança de les forces i de la república. Accions previstes pel senat. |
| Epíleg i Peroració (§§ 27 -29)                                       | Advertència del consol als conjurats que estiguin a la ciutat: que no fagin cap moviment ja que sap les seves identitats. Missatge de seguretat cap als ciutadans. |
| In L. Catilinam Oratio tertia. - 3 de desembre de l'any 63 a. J. C.  | |
| Exordi i proposició (§§ 1-3)                                         | Ciceró anuncia la salvació de la ciutat dels conjurats gràcies a la protecció dels déus i la gestió del consol (ell mateix). A continuació explicarà el poble tots els esdeveniments ocorreguts. |
| Narració i Confirmació (§§ 3-22)                                     | - El redoblament de la vigilància del consol sobre els conjurats ha permès interceptar un missatge d'acord entre aquests i el poble gal dels Al·lòbroges. - Detenció de la comitiva dels Al·lòbroges, descobriments de les lletres dels conjurats. Ciceró posa en detenció a tots els conjurats. - Ciceró convoca ràpidament el Senat i demana el líder dels Al·lòbroges que expliqui tots els detalls de l'operació dels conjurats a canvi de la seva immunitat. - Després de la compareixença del líder dels Al·lòbroges passa a testimoniar els conjurats detinguts, però davant de les proves evidents acaben per confessar-ho tot. - Decisió del Senat de postergar la sentència contra els conjurats. - Honres als déus i a Ciceró per part del senat. |
| Epíleg i Peroració (§§ 23-29)                                        | - Davant de les possibles honres del poble, Ciceró atribueix l'èxit als déus. Sobre ell, Ciceró no vol lloances sinó que vol que el seu consolat es recordi per sempre. - Promesa de protegir els ciutadans de l'amenaça de Catilina. |
| In L. Catilinam Oratio quarta. – 5 de desembre de l'any 63 a. J. C.  | |
| Exordi (§§ 1-6)                                                      | Davant de la preocupació dels senadors per la seva seguretat, els regracia per les mostres de suport i els aconsellla d'estar més preocupats per la seva pròpia seguretat i de les seves famílies. |
| Narració i demostració (§§ 7-17)                                     | (§§ 7-13) Penes a imposar: la mort o la privació de la llibertat. Discussió de les postures |
| Narració i demostració (§§ 7-17)                                     | (§§ 14 -17) Execució de la sentència. Tot i l'interès personal en secundar la segona pena, Ciceró segueix la voluntat general del Senat. |
| Epíleg i Peroració (§§ 18-24)                                        | Davant de les veus que posen en dubte la força del consol per portar endavant la sentència, Ciceró els respon que la seva actitud és clara i sense cap dubte en executar-la ja que només l'interessa la seguretat de la pàtria. Acaba en recordar els senadors el seu rebuig a cap distinció, a canvi que el seu consolat fos recordat. |

## Temes i continguts.
Les Catilinàries conformen un total de quatre discursos que tracten sobre la conjuració de Catilina, dels quals Ciceró pronuncià dos al senat (in senatu habita) i dos davant del poble (ad populum).

### Primera Catilinària:Oratio in Catilinam Prima in senatu habita
La primera Catilinària és el discurs més reconegut dels quatre. Ciceró comença el discurs amb un exordi ex abrupto adreçant-se Catilina a través de la famosa frase Quo usque tandem Catilina patientia nostra?. La sorpresa d'aquest inici l'acompanya amb el desvetllament de la conjuració de Catilina contra la república. Tot seguit hi aporta detalls de la conjuració com: les dates a actuar dels conjurats, les proscripcions, l'assassinat a membres del senat, entre els quals es trobava ell mateix,etc.
L'atemptat contra la seva vida és un clar fet de les intencions de Catilina, i tal acció es castiga amb la mort segons casos semblants que ocorregueren en el passat. Encara que els avantpassats han actuat immediatament contra tal crim, recomana a Catilina que se'n vagi de la ciutat, a l'exili, ja que un cop que la conjuració ha estat descoberta no tenia sentit quedar-s'hi. Ciceró acompanya el seu consell amb una primera intervenció de la pàtria, la qual demanava a Catilina que s'anès de la ciutat per restar tranquil·la. La proposta que plantejava Ciceró podria semblar perillosa pel perill que suposaria Catilina si restés lliure i tornés a Roma amb un exèrcit dels conjurats, aquesta preocupació la posa, un altre cop, en boca de la pàtria; a més, li retreu l'actitud del cònsol envers la traïció. No obstant, Ciceró defensa la seva posició amb la creença que, amb la sortida de Catilina, els altres conjurats de la ciutat fugirien amb ell, i com a conseqüència, deixaria en evidència la conjuració i podia enfrontar-la obertament.
Així doncs, acaba el discurs en instar a Catilina de sortir de la ciutat amb tots els seus còmplices. El missatge final l'acaba amb un prec a Júpiter Estator (déu protector) perquè els protegeixi de la conjuració i destrueixi tots els enemics de la pàtria.

### Segona Catilinària:Oratio in Catilinam Secunda habita ad populum
Ciceró pronuncià aquest discurs davant del poble un dia després de la primera catilinària. Hi exposa la situació de Catilina i la seva fugida cap a l'exèrcit rebel de Manli. El discurs comença amb una defensa de la mesura presa en el dia anterior. Rebat les opinions disconformes amb l'afirmació que Catilina amb la seva fugida s'havia delatat com a instigador contra l'estat i les seves accions ja no tenien cap defensa. Apunta que l'únic contratemps era el grup de conjurats que restaven encara a la ciutat, però ja coneix les seves identitats i seran ràpidament portats a la justícia.
Davant l'amenaça que suposaria l'exèrcit de Catilina Ciceró tranquil·litza el poble, ja que l'exèrcit republicà està millor preparat que el rebel; afegeix, davant d'aquelles persones que poden culpar-lo d'iniciar una guerra, que ha pres la decisió juntament amb el Senat. A continuació, exposa la debilitat de les forces de Catilina a través de la descripció de les seves forces en sis grups o categories: grans terratinents arruïnats, facinerosos; membres de les antigues milícies sul·lanes; traficants desafortunats o endeutats; delinqüents i assassins; i gent depravada.
Finalment, reitera les mesures de seguretat preses pel senat i dona una última advertència als conjurats de les seves accions, els aconsella que o surtin de la ciutat o hi restin sense participar en cap afer, ja que coneix els noms dels conjurats dintre de la ciutat. En canvi, si no ho complien, llavors serien immediatament detinguts i portats a la justícia. Acaba el discurs amb el clar suport dels déus en la protecció de la ciutat.

### Tercera Catilinària:Oratio in Catilinam Tertia ad populum
Ciceró pronuncià el tercer discurs el 3 de desembre del 63 aC un dia després de la detenció dels emissaris al·lòbroges en el pont Mulvi. La detenció va donar lloc el descobriment de les activitats dels conjurats que encara restaven a la ciutat. Ciceró convoca una sessió extraordinària al senat per debatre la situació, en què es decidí culpar públicament els conjurats. Ciceró, en acabar l'assemblea, es dirigeix al poble per anunciar la salvació de la ciutat dels conjurats gràcies a l'ajuda dels déus i a la gestió del cònsol (ell mateix). L'esdeveniment succeït el dia anterior porta Ciceró a resumir els fets i les decisions que s'han pres recentment, a fi que el poble estigués tranquil.
Conta, en primer lloc, la detenció dels emissaris al·lòbroges. Com gràcies el redoblament de la vigilància que havia posat sobre els conjurats havia pogut interceptar un missatge d'aquests que sol·licitaven ajuda dels al·lòbroges durant el cop d'estat. Ciceró disposa un fort destacament entorn el pont Mulvi per detindre la comitiva. Després d'un combat entre la comitiva i les forces del cònsol, els al·lòbroges es rendeixen i passen sota detenció. Després de la confiscació d'unes lletres dels restants conjurats entre l'equipatge de la comitiva, Ciceró posa sota arrest a tots els conjurats i anuncia una sessió extraordinària al Senat per tractar les mesures oportunes. Davant dels senadors Ciceró fa venir el cap de la comitiva dels al·lòbroges perquè expliqués amb tot els detalls sobre l'operació que els conjurats havien planejat durant la insurrecció; a continuació passa a testimoniar els conjurats detinguts, però davant de les proves evidents acaben per confessar-ho tot. Tot i que es van trobar indicis clars, la gravetat del delicte comès pels rebels obliga el Senat de postergar la sentència contra els conjurats.
Ciceró acaba el discurs amb el refús a tota distinció honorífica per part del poble, ja que atribueix als déus el mèrit de la detenció dels conjurats. Sobre ell, solament vol que les futures generacions recordin el seu consolat i les seves accions. Finalitza amb la promesa de protegir els ciutadans de l'amenaça de Catilina.

### Quarta Catilinària: Oratio in Catilinam Quarta in senatu habita
Aquest últim discurs fou pronunciat el 5 de desembre del 63 aC davant del senat. El tema central del discurs gira entorn a la condemna dels còmplices de Catilina que encara havien restat a Roma. La seva detenció es produí arran de les relacions que mantenien els conjurats amb els al·lòbroges. La decisió final sobre el que els oferia es va decidir en aquella sessió.
El discurs comença amb un adreçament a tots els senadors que es preocupaven del perill que podria córrer ell (com a cònsol) en mans dels conspiradors, Ciceró els agraeix pel suport mostrat però considera que la preocupació de cadascú havia de ser per la situació de la ciutat, ja que tothom es trobava encara en perill. Així, els encomana decidir ràpidament el destí dels presoners, ja que la conjuració estava molt estesa i si no s'actuava ràpidament i sense cap repressió immediata la situació podia empitjorar. Les condemnes que es proposaren foren dues: la primera, defensada per Dècim Silà, fou la pena capital; i la segona, exposada per Juli Cèsar fou la privació de la llibertat dels conjurats, el repartiment de tots ells a diversos municipis arreu d‘Itàlia i, finalment, la confiscació de les seves riqueses i propietats. A continuació exposa el seu parer personal sobre la qüestió i abocava per la segona proposta com la més idònia, atès que la condemna imposava unes condicions molt dures. Tanmateix, indiferentment de la seva opinió, Ciceró, com a cònsol, actuaria segons el parer del Senat.
Envers els dubtes que plantegen alguns senadors sobre la seva resolució per portar endavant el procés, Ciceró afirma la seva ferma resolució de fer les coses que calguin per a restaurar la pau a la república. Tot el poble romà, indiferentment de quina classe sigui, desitja solament la pau. Tanmateix, apunta que el més important era que es respongués amb contundència de manera que en un futur no sorgís un altre intent de sedició. Ciceró acaba el discurs, com l'anterior, amb el refús a tota distinció honorífica per part del senat, ja que solament desitja que les futures generacions recordin el seu consolat i les seves accions.

## Conseqüències
Els quatre discursos contra Catilina van desbaratar la conjuració i van salvar la república romana d'un cop d'estat. Les accions de Ciceró i el lideratge demostrat durant el conflicte van ser suficients motius per coronar-lo com a Pare de la Pàtria, la distinció més honorífica que pot rebre un ciutadà romà. Tanmateix, la gestió de Ciceró durant el procés contra els conspiradors de Roma (quarta Catilinària) amb la immediata execució dels processats sense cap judici previ va condemnar-lo a l'exili uns anys més tard. Tot i que l'exili fou breu, es considerà el final de la seva carrera política i l'inici de la seva època més fecunda en la literatura.

## Llegat
La coneixença de la conjuració de Catilina ens ha arribat a través del testimoni de les Catilinàries de Ciceró, i de La conjuració de Catilina (De Catilinae coniuratione), una de les obres historiogràfiques de Sal·lusti.

### Edat antiga
Ja en la mateixa època els discursos van tindre una gran influència i trobem mostres del seu gran èxit, es convertí en un dels textos models de l'ensenyança amb el testimoniatge de grans escriptors com Virgili, Ovidi, Sèneca el vell, Lucà, Quintilià, Plini o Tàcit.
A més, la seva influència va anar més enllà dels escriptors pagans. Amb la puixança del cristianisme, molts dels seus teòrics el van defensar com a model de llengua i com a lectura adequada, ja que moltes de les idees de Ciceró eren compatibles amb la religió cristiana. Així, durant els segles III-V trobem molts rastres de l'obra ciceroniana en obres d'alguns pares de l'Església com Sant Agustí o Sant Jeroni.
Un dels aspectes més importants del discurs ciceronià que va tindre molta transcendència en la literatura va ser la personalitat de Catilina. Ja en el primer discurs Ciceró deixa palès el tarannà i els vicis d'aquell. Altrament, en Sal·lusti la imatge que li confereix concorda amb la descripció ciceroniana. Aquesta descripció, doncs, es va fixar al llarg del temps i trobem que, posteriorment, cap als segles IV-V, apareixen obres diatribes contra Catilina com, per exemple, una declamatio in Lucium Sergium Catilinam d'autor desconegut.

### Edat mitjana
La desaparició de l'Imperi romà i l'entrada a l'edat mitjana va suposar un període de silenci sobre la tradició catilinària.

### Edat Moderna
L'arribada de l'Humanisme va comportar una nova empenta a la lectura de l'obra ciceroniana amb la lectura que en fa Petrarca. Les descobertes del discurs Pro archia poeta (1333) i les Epistulae (1345) són uns exemples de la recuperació de l'obra ciceroniana dels primers humanistes. Més endavant (segles XV-XVI) es recuperarien la tradició catilinària i intentarien restaurar la imatge del patrici per identificar-lo com a model de l'esperit de llibertat que s'enfronta la tirania.
Apareixen les primeres edicions i traduccions de l'obra en les principals llengües europees; trobem datades l'edició alemanya el 1513 a cura de D. Von Plieningen; l'edició espanyola el 1557 a cura A. De Laguna; i l'edició francesa el 1597 a cura de F. Joulet.
L'any 1611 es representa la tragèdia Catilina de l'autor anglès Ben Jonson, una obra en què hi ha passatges sencers trets del discurs ciceronià. l'obra tingué una breu popularitat. En el següent segle destaquen les obres d'autors francesos com la de l'abbé Séran de la Tour amb la tragèdia Histoire de Catilina tirée de Plutarque, de Cicéron, de Dion, de Salluste et des autres historiens de l'antiquité (1749) o la tragèdia Rome sauvée de Voltaire

### Edat Contemporània
Al Segle XIX molts autors van escriure sobre la conjuració de Catilina, es publicà la tragèdia Catilina (1850) per H. Ibsen, obra que presenta un Catilina bo que esdevé un defensor de la justícia i amic dels oprimits. Poc temps després es representa una altra obra teatral anomenada Catilina de Ferdinan Kürnberger el 1855.
Finalment cap al segle XX hi ha dos obres importants, per una banda la novel·la Die Geschäfte des Herrn Julius Caesar (1957) de l'escriptor alemany Bertolt Brecht, novel·la que analitza i desmitifica la relació de la conjuració catilinària amb Juli Cèsar (entre altres aspectes); i, per l'altra banda, hi ha l'assaig monogràfic La juventud romana en torno a Catilina (1958) de l'historiador espanyol S. Montero Díaz, obra que dona una defensa de la personalitat i actuació política de Catilina.

## Transmissió textual

### Manuscrits

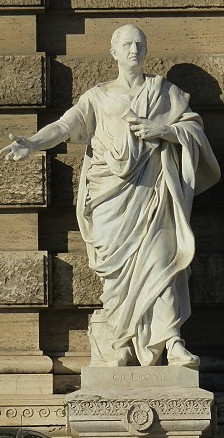
Escultura de Ciceró en el Palazzo di Giustizia (Roma).

La transmissió textual ens ha arribat a través de diversos còdex, agrupats en tres grans famílies (α, β, γ) que es remunten a un arquetip comú (ω).
| Família de còdexs | Còdex |
| ----------------- | --- |
| Família α         | - Còdex C (Cluniacensis). Fragments dels quatre discursos. Segle IX - Còdex A (Ambrosianus) abans del Segle X - Còdex V (Vossianus) Segle XI - Còdex a (Laurentianus) Segle XIII |
| Família β         | - Còdex b (Benedictoburanus) Segle XII - Còdex l (Harleianus 2716) Segle X-XI - Còdex s (Salisburgensis) Segle XI                                                                |
| Família γ         | - Còdex o (Oxoniensis) Segle XII - Còdex t (Tegernseensis) Segle XI - Còdex u (Egmontanus) Segle XI - Còdex x (Laurentianus L.) Segle XI                                         |
| Altres còdex      | - Còdex h (Harleianus 2682) Segle XI - Còdex i (Indersdorfensis) Segle XII |

El còdex C (Cluniacensis) conté solament alguns fragments de tots quatre discursos, fou trobat a començaments del segle XX i es considera dintre de la família de manuscrits més fidedigna (α). La resta del grup (Còdexs AVa) presenten el text complert.
El Còdex l (Harleianus 2716) és fragmentari i concorda, per una banda, amb la família β en els tres primers discursos i les primeres línies del quart (fins a la paraula acerbibates) i, per l'altra, amb la família γ en la resta del quart discurs.
Finalment, en altres còdexs que no s'han agrupat en cap família hi ha el Còdex h (Harleianus 2682) que es relaciona amb la família α, concretament amb el còdex a (Laurentianus), tanmateix, el text té moltes interpolacions i això li resta vàlua.

### Edicions
Les primeres edicions de les catilinàries surten a la llum durant el Renaixement. La editio princeps sortí a Roma el 1471 a cura dels germans Conradus Sweinhemius i Arnoldus Pannarz.
Posteriorment al segle xviii es destacà l'edició de Johannes Augustus Ernestius (1707-1781) que confeccionà diverses edicions de l'obra ciceroniana, de les quals l'última va ser la més destacable amb la publicació en set llibres. L'obra d'Ernestius conté un llarg prefaci amb un exposició detallada de l'estil i la llengua de Ciceró, així com les edicions i manuscrits de l'obra.
Al llarg del segle següent van publicar–se edicions molt valuoses de les Catilinàries com, per exemple, les de R. Klotz (Lipsiae, 1852 i 1872), C Halm (Turici, 1854 i Berolini, 1882), J.N. Madvvig (Hauniae, 1867) i H. Nohl (Lipsiae,1886). Serien sobretots aquest últims dos editors que es convertirien en models essencials per l'estudi de Ciceró.
En el segle XX es destaca les edicions de la col·lecció anglesa d'Oxford a cura de A. C. Clark, de l'edició francesa bilingüe a cura de H. Bornecque i de l'edició alemanya de la col·lecció Teubner a cura de P.M. Reis.